# Kunnamkulam
Kunnamkulam es una ciudad y  municipio situada en el distrito de Thrissur en el estado de Kerala (India). Su población es de 39098 habitantes (2011). Se encuentra a 24 km de Thrissur y a 73 km de Cochín.

## Demografía
Según el censo de 2011 la población de Kunnamkulam era de 54071 habitantes, de los cuales 25392 eran hombres y 28679 eran mujeres. Kunnamkulam tiene una tasa media de alfabetización del 96,84%, superior a la media estatal del 94%: la alfabetización masculina es del 97,71%, y la alfabetización femenina del 96,08%.